# Halgurd Mulla Mohammed
Halgurd Mulla Mohammed Taher (en árabe: هلكورد ملا محمد; nacido en Mosul, Irak, 11 de marzo de 1988) es un futbolista internacional iraquí de origen kurdo. Juega de centrocampista y su equipo actual es el Arbil FC.

## Trayectoria
Halgurd Mulla Mohammed normalmente actúa de centrocampista por la banda izquierda, aunque a veces es utilizado como delantero. 
Empezó su carrera profesional en el Suleimaniya Football Club. En 2009 ficha por su actual club, el Arbil FC.
Vida privada
Su heramano mayor, Hawar Mulla Mohammed, es también jugador de la Selección de fútbol de Irak.

## Selección nacional
Ha sido internacional con la Selección de fútbol de Irak en 7 ocasiones. Su debut con la camiseta nacional se produjo el 8 de junio de 2007 en un partido amistoso contra Jordania (1-1).
Disputó la Copa Mundial VIVA 2008 con la Selección de fútbol de Kurdistán, donde anotó dos goles.
Fue convocado para la Copa Confederaciones 2009, aunque no disputó ningún partido en esa competición.

## Clubes
| Club                      | País | Año       |
| ------------------------- | ---- | --------- |
| Suleimaniya Football Club | Irak | 2004-2009 |
| Arbil FC                  | Irak | 2009-     |